# Salticus scenicus
La araña cebra (Salticus scenicus) es una especie de araña araneomorfa de la familia Salticidae. Habita en la península ibérica y es considerada como inofensiva para el hombre.

## Descripción
Es de pequeño tamaño, alcanzando de 5 a 7 mm de longitud. Las patas son cortas y fuertes. El cuerpo es de color negro con algunas rayas blancas. Los machos poseen unos quelíceros bastante largos que sobresalen de forma oblicua. Vive en superficies soleadas. Es llamada "alguacilillo" porque persigue insistentemente a su presa (sobre todo moscas) antes de saltar sobre ella.